# Metropolitano de Miami

Metrorail Miami rotas (mapa interativo)

Miami-Dade Metrorail é o sistema metroviário da cidade norte-americana de Miami, Flórida.
Com uma única linha em operação (Green Line) com 36 quilômetros de extensão e 22 estações foi inaugurado em 20 de maio de 1984. A distância entre as paradas é de aproximadamente 1.600 m. A linha tem as suas estações terminais em Kendall, no Condado de Miami-Dade e Palmetto, no Condado de Manatee. A linha foi construída no sentido norte-sul, passa por Coral Gables, e serve o centro de Miami.
A segunda linha (Orange Line), que esta sendo construída na direção leste-oeste, contará com 14 estações, esta prevista para ser inaugurada em agosto de 2016.
A região de Miami, esta situada ao nível do mar, e como consequência o "Miami-Dade Metrorail" adotou como solução prioritariamente a construção de linhas e estações suspensas.

## Operação

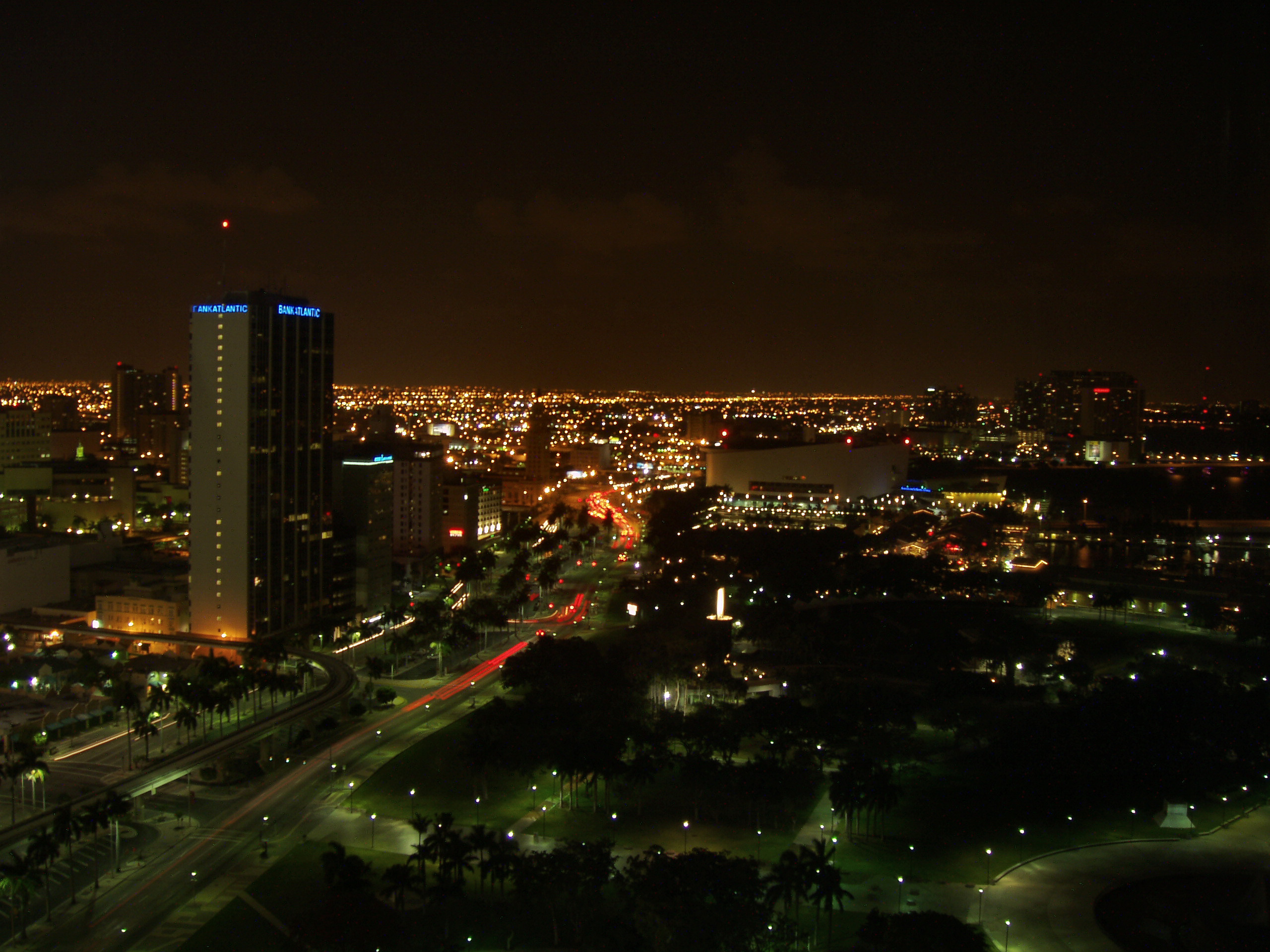
Miami-Dade Metrorail Green Line

O metrô funciona todos os dias da semana, das 5 horas da manhã até a meia-noite. As composições rodam com intervalos de 7-8 minutos nos horários de pico; durante o dia a cada 15 minutos e após as 19:30 horas com intervalos de 30 minutos até o final dos serviços. Nos finais de semanas as estações são atendidas a cada meia hora.
Os demais serviços do sistema de transporte público da cidade, estão interligados. A utilização de mais de um meio de transporte é permitida com a compra de um passe.

## Facilidades
O sistema oferece estacionamento pago em 18 estações, disponibilizando espaço para veículos em garagens e pateos aberto.
Um sistema de "perdidos & achados" pode ser consultado via internet ou acionado por telefone.
As estações e os vagões estão preparados para receber portadores de deficiências e idosos.

## Equipamentos
As composições foram fabricados pela "The Budd Company of Philadelphia". Diferentes apenas nas cores, os trens são idênticos aos utilizados no Metrô de Baltimore, em Baltimore, no estado de Maryland.